# Błaziny (gromada)
Błaziny – dawna gromada, czyli najmniejsza jednostka podziału terytorialnego Polskiej Rzeczypospolitej Ludowej w latach 1954–1972.
Gromady, z gromadzkimi radami narodowymi (GRN) jako organami władzy najniższego stopnia na wsi, funkcjonowały od reformy reorganizującej administrację wiejską przeprowadzonej jesienią 1954 do momentu ich zniesienia z dniem 1 stycznia 1973, tym samym wypierając organizację gminną w latach 1954–1972.
Gromadę Błaziny siedzibą GRN w Błazinach (obecnie są to dwie wsie: Błaziny Dolne i Błaziny Górne) utworzono – jako jedną z 8759 gromad na obszarze Polski – w powiecie iłżeckim w woj. kieleckim, na mocy uchwały nr 13k/54 WRN w Kielcach z dnia 29 września 1954. W skład jednostki weszły obszary dotychczasowych gromad Błaziny, Koszary i Piotrowe Pole ze zniesionej gminy Błaziny w tymże powiecie oraz lasy państwowe nadleśnictwa Marcule (oddziały Nr Nr 55 do 64, 71 do 84, 101 do 114, 138 do 150 i 172 do 184). Dla gromady ustalono 18 członków gromadzkiej rady narodowej.
31 grudnia 1959 do gromady Błaziny przyłączono obszar zniesionej gromady Seredzice oraz wsie Maziarze Nowe i Maziarze Stare ze zniesionej gromady Prendocin w tymże powiecie.
31 grudnia 1961 do gromady Błaziny przyłączono z miasta Iłża tereny o powierzchni 260.77 ha o nazwie Kotlarka.
Gromada przetrwała do końca 1972 roku, czyli do kolejnej reformy gminnej.